# Fabrizio Turriozzi

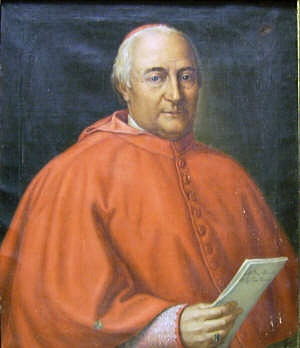
Fabrizio Kardinal Turriozzi

Fabrizio Turriozzi (* 16. November 1755 in Toscanella; † 9. November 1826 in Rom) war ein italienischer Kardinal der Römischen Kirche.

## Leben
Er stammte aus einer Adelsfamilie und war der Sohn des Grafen Turriozzi. Seine ersten Studien absolvierte er am Seminar von Montefiascone und studierte dann an der Universität La Sapienza in Rom Theologie und Rechtswissenschaft. 1798 nahm er als Vertreter des Kirchenstaates am Rastatter Kongress teil. 1801 wurde er zum Päpstlichen Geheimkämmerer und am 28. September desselben Jahres zum Hausprälat Seiner Heiligkeit ernannt. Am 2. April 1802 wurde er Referendar an den Tribunalen der Apostolischen Signatur.
Papst Pius VII. erhob Turriozzi im Konsistorium vom 10. März 1823 zum Kardinal und ernannte ihn zum Kardinalpriester. Den Galero empfing er am 13. März d. J. und am 16. Mai desselben Jahres die Titelkirche Santa Maria in Aracoeli. Als Kardinal nahm er am Konklave von 1823 teil, das Papst Leo XII. wählte.